# Союз ТМ-8
Союз ТМ-8 е осмият пилотиран космически кораб от серията „Союз ТМ“, извежда в космоса петата основна експедиция към станцията „Мир“. 84-ти полет по програма „Союз“.

## Екипаж

### При старта

#### Основен
- Александър Викторенко (2) – командир
- Александър Серебров (3) – бординженер

#### Дублиращ
- Анатолий Соловьов – командир
- Александър Баландин – бординженер

### При кацането
- Александър Викторенко (2) – командир
- Александър Серебров (3) – бординженер

## Параметри на мисията
- Маса: 7150 кг
- Перигей: 390 км
- Апогей: 392 км
- Наклон на орбитата: 51,6°
- Период: 92,4 мин

## Описание на полета
След ръчно скачване със станцията „Мир“ екипажът провежда разконсервация на станцията след автоматичния полет. По време на полета на пета основна експедиция, освен научните експерименти са проведени и дейности по поддръжка и обновяване на някои технически системи. Изследователската програма предвиждала работа в областите: изследвания на Земята, астрономията, космическата техника, материалознанието, биологията и медицината, екологията и физиката на атмосферата.
По време на работата на пета основна експедиция станцията е разширена с още един модул. „Квант-2“ е изстрелян на 26 ноември и се скачва около 10 дни по-късно за станцията „Мир“. Една от най-важните задачи на програмата е работата в открития космос с обща продължителност 17 часа и 36 минути с цел разширяване на станцията и изпробване на автономните устройства за маневриране „Икар“. Тези устройства са снабдени с 32 сопла и имали запас от 7 кг азот за гориво и представляли летателен апарат, позволяващ движение със скорост до 20 км/час. В бъдеще подобни устройства биха могли да осигурят достъп на космонавти до свободно-летящи изследователски платформи без използване на космически кораби.

### Космически разходки
| № | Участници                                 | Начало                    | Край                      | Продължителност    | Задачи                                                                   |
| - | ----------------------------------------- | ------------------------- | ------------------------- | ------------------ | ------------------------------------------------------------------------ |
| 1 | Александър Серебров Александър Викторенко | 8 януари 1990 20:23 UTC   | 8 януари 1990 23:19 UTC   | 2 часа и 56 минути | монтаж на два датчика за звездна навигация                               |
| 2 | Александър Серебров Александър Викторенко | 11 януари 1990 18:01 UTC  | 11 януари 1990 20:55 UTC  | 2 часа и 54 минути | монтаж на прибори и тестови материали                                    |
| 3 | Александър Серебров Александър Викторенко | 26 януари 1990 12:09 UTC  | 26 януари 1990 15:11 UTC  | 3 часа и 2 минути  | монтаж на прибори и платформи за използване на „Икар“                    |
| 4 | Александър Серебров Александър Викторенко | 1 февруари 1990 08:15 UTC | 1 февруари 1990 13:14 UTC | 4 часа и 59 минути | първи пробен полет на „Икар“, излизане през новия люк в модула „Квант-1“ |
| 5 | Александър Серебров Александър Викторенко | 5 февруари 1990 06:08 UTC | 5 февруари 1990 09:53 UTC | 4 часа и 59 минути |                                                                          |

- 5 февруари – 3 ч. 45 мин. – втори пробен полет на „Икар“ за инспекция на външната обшивка на станцията. Максимално отдалечаване от „Мир“ – 40 метра.

На 30 септември 1989 г. става мощно изригване на слънцето и първоначалните оценки показвали, че космонавтите могат да получат доза на облъчване, многократно по-голяма от допустимото равнище. В действителност космонавтите получават доза, съответстваща на нормален двуседмичен полет.